# Антоніо Лопес Абас
Антоніо Лопес Абас (ісп. Antonio López Habas; нар. 28 травня 1957, Пособланко, Іспанія) — іспанський футболіст, що грав на позиції захисника. По завершенні ігрової кар'єри — тренер.

## Ігрова кар'єра
У дорослому футболі дебютував 1976 року виступами за команду клубу «Пособланко», в якій провів один сезон.
Протягом 1977—1978 років захищав кольори команди клубу «Севілья Атлетіко».
Своєю грою за останню команду привернув увагу представників тренерського штабу головної команди «Севільї», до складу якої почав залучатися 1979 року. Відіграв за клуб з Севільї наступний сезон ігрової кар'єри.
Згодом з 1980 по 1985 рік грав у складі команд клубів «Бургос» та «Реал Мурсія».
1985 року перейшов до клубу «Атлетіко», за який відіграв один сезон. Завершив кар'єру виступами за команду «Атлетіко» 1986 року.

## Кар'єра тренера
Розпочав тренерську кар'єру, повернувшись до футболу після невеликої перерви, 1990 року, очоливши тренерський штаб клубу «Атлетіко Мадриленьйо». Потім працював з нижчоліговими «Лас Росас» і «Реал Аранхуес».
1993 року став виконувачем обов'язків головного тренера збірної Болівії, яку тренував збірну один рік. Згодом протягом 1994—1995 років знову очолював тренерський штаб цієї збірної. Протягом перебування у Болівії також працював на клубному рівні з «Боліваром». Пізніше повертався до цієї країни, де знову працював з місцевою збірною (у 1996–1997) та «Боліваром» (2000–2001).
До того встиг попрацювати на батьківщині — у 1995–1996 роках тренував «Льєйду», а протягом одного року, починаючи з 1998, був головним тренером команди «Спортінг» (Хіхон).
2001 року був запрошений керівництвом клубу «Гранада» очолити його команду, з якою, утім, пропрацював менше року.
Частину 2005 року очолював тренерський штаб команди «Валенсії».
Згодом протягом 2006—2007 років очолював тренерський штаб клубу «Тенерифе».
2007 року прийняв пропозицію попрацювати у клубі «Сельта Віго», де спочатку був асистентом, а частину 2008 року — головним тренером команди з Віго.
Протягом 2010–2012 років працював у ПАР, де спочатку очолював команду «Мамелоді Сандаунз», а згодом — «Вітс Юніверсіті».
Наразі останнім місцем тренерської роботи був індійський клуб «Пуне Сіті», головним тренером команди якого Антоніо Абас був з 2016 по 2017 рік. До того, у 2014–2016 роках працював з іншою індійською командою, «Атлетіко» (Колката).

## Титули і досягнення
- Срібний призер Кубка Америки: 1997